# Бернардо Резенде
Бернардо Резенде (на португалски: Bernardo Rocha de Rezende), известен и като Бернардиньо, е бразилски волейболен състезател и треньор. Треньор е на мъжкия волейболен отбор на Бразилия и на женския клубен отбор – Рио де Жанейро Волей Клубе. Резенде е най-успешният треньор в историята на този спорт, печелейки повече от 30 титли водейки бразилски мъжки и женски отбори.

## Кариера
Кариерата му като волейболист се развива между 1979 и 1986 година, като участва в 2 издания на олимпийските игри и печели сребърен медал с отбора на Бразилия на олимпийските игри в Лос Анджелис през 1984 година. На олимпийските игри в Москва през 1980 отборът му финишира на шесто място.
През 1988 започва и треньорската му кариера като асистент на Бебето де Фрейташ по време на олимпийските игри в Сеул през 1988. През 1990 година става треньор на женския италиански клубен отбор Перуджа, където остава 2 години. Същата година става треньор на женския национален отбор на Бразилия и с тях печели 2 бронзови олимпийски медала и 3 титли от Гранд при по волейбол. През 2001 година става треньор на мъжкия отбор на Бразилия и с тях печели олимпийската титла на игрите в Атина през 2004, три титли от световни първенства по волейбол, две световни купи по волейбол и осем титли от волейболната световна лига.

## Личен живот
През 1999 година Резенде се жени за бразилската волейболистка Фернанда Вентурини, от която има две дъщери. От предишния си брак има и син - Бруно Резенде, който играе за мъжкия отбор на Бразилия.